# 卡尔·罗德韦尔
卡尔·罗德韦尔（英語：Carl Rodwell，1944年5月12日—），澳大利亚男子篮球运动员。他随国家队参加了1964年夏季奥林匹克运动会男子篮球比赛，最终队伍获得第九名。